# Clidomys
Genre

## Liste d'espèces
Selon ITIS:
- † Clidomys osborni Anthony, 1920
- † Clidomys parvus Anthony, 1920